# Vinko Gorenak
Vinko Gorenak (ur. 15 grudnia 1955 w Boharinie) – słoweński polityk, policjant i urzędnik, parlamentarzysta oraz sekretarz stanu, w latach 2012–2013 minister spraw wewnętrznych.

## Życiorys
Ukończył gimnazjum pedagogiczne, a w 1977 akademię pedagogiczną w ramach Uniwersytetu Mariborskiego, pracował w szkole kadetów milicji w Tacen. Jednocześnie studiował na wydziale zarządzania Uniwersytetu Mariborskiego (w filii w Kranju), studia ukończył w 1983. Następnie na tym wydziale uzyskał magisterium (1993) oraz doktorat (2003) z zarządzania. Przez około 30 lat służył jako policjant. Od 1982 do 1989 był zastępcą i dowódcą komendy milicji w Celje, potem m.in. kierował administracją policyjną w Koprze. Od 1990 związany z ministerstwem spraw wewnętrznych, gdzie od 1995 kierował departamentem organizacji i kadr. Zajął się także działalnością dydaktyczną jako wykładowca m.in. na Uniwersytecie Lublańskim i na macierzystej uczelni.
W 1999 został działaczem Słoweńskiej Partii Demokratycznej. W latach 1998–2005 w ramach resortu spraw wewnętrznych był podsekretarzem stanu i sekretarzem stanu, odpowiedzialnym głównie za policję. Między 2005 a 2008 pozostawał sekretarzem stanu przy premierze odpowiedzialnym za kontakty z parlamentem. W latach 2008–2018 przez trzy kadencje zasiadał w Zgromadzeniu Państwowym (z przerwą na pracę ministerialną). 10 lutego 2012 powołany na stanowisko ministra spraw wewnętrznych w drugim rządzie Janeza Janšy. Zakończył pełnienie tej funkcji w marcu 2013. W 2020 ponownie został sekretarzem stanu w kancelarii premiera odpowiedzialnym za kontakty z parlamentem; funkcję sekretarza stanu pełnił do 2022.